# 토리노의 말
《토리노의 말》(A torinói ló)은 2011년 개봉한 헝가리의 드라마 영화이다. 터르 벨러가 연출했다.
토리노의 말은 영화 평론가들로부터 평이한 호평을 받았다.

## 줄거리
영화는 철학자 니체의 정신 이상에 대한 일화에서 시작된다. 이탈리아 토리노에서 마부가 말을 학대하는 것을 본 니체가 충격을 받아 울음을 터뜨린 후 정신이상을 겪었다는 이야기다. 
영화는 이후 19세기 헝가리 대평원 어딘가로 배경을 옮겨, 말을 학대했던 마부와 그의 딸, 그리고 말의 6일간의 반복적인 일상을 흑백 화면으로 보여준다. 거센 바람이 부는 가운데, 그들은 매일 힘겨운 노동을 반복하며 살아간다. 둘은 번갈아 가며 창가에 앉아 시간을 보내기도 한다. 둘째 날부터 말은 점점 말을 듣지 않고 먹지도 마시지도 않는다. 어느 날 저녁, 이웃 주민이 방문하여 마을이 파괴되었다는 소식을 전하며 신과 인간 모두를 비난한다.
셋째 날에는 집시들이 찾아와 그들의 우물물을 함부로 마시고, 쫓아내는 과정에서 집시 중 한 노인에게 책을 받는다. 넷째 날, 우물이 완전히 말라버리자 그들은 농장을 떠나기로 결정하고 수레를 끌고 나선다. 그런데, 말을 쓰지 않았음에도 수레를 끌고 나가는 말이 유난히 협조적이다. 그러나 이내 알 수 없는 이유로 다시 돌아와 짐을 푼다. 다섯째 날, 말은 병들어 쓰러지고, 마부는 말의 고삐를 풀어 축사에 남겨둔다. 폭풍이 계속되는 가운데 부녀는 집안에 머무른다. 밤이 되자 갑자기 불이 꺼지고 집 안은 암흑에 잠긴다. 여섯째 날, 바람 소리와 햇빛은 사라지고, 감자만 먹으며 딸은 식사를 거부하고 말을 잃은 채 절망에 잠긴다. 마부 역시 감자를 먹다 말고 딸 옆에서 침묵을 지킨다. 영화는 이처럼 반복되는 일상과 종말에 대한 암시를 통해 인간 존재의 무거움을 이야기한다.

## 캐스팅
- 에리카 보크 - Ohlsdorfer's daughter
- 야노스 데르즈시 - Ohlsdorfer
- 미할리 코모스 - Bernhard